# Francisco José Furtado
Francisco José Furtado fue un destacado jurista y político brasileño del Partido Liberal, gobernador del estado de Amazonas, ministro de Justicia en dos oportunidades, presidente de la Cámara de Diputados, senador y primer ministro del Imperio del Brasil.

## Biografía
Francisco José Furtado nació en Oeiras, Piauí, el 3 de agosto de 1818.
Entre los años 1857 y 1860 fue gobernador de Amazonas. 
Fue nombrado ministro de Justicia del breve gabinete del 24 de mayo de 1862 presidido por Zacarias de Góis e Vasconcelos.
Presidió el gobierno del 31 de agosto de 1864 haciéndose cargo simultáneamente de la cartera de Justicia. Completaban su gabinete:
- Ministro de Negocios del Imperio: José Liberato Barroso
- Ministro de Asuntos Extranjeros: Carlos Carneiro de Campos, João Pedro Dias Vieira
- Ministro de Marina: Francisco Xavier Pinto de Lima
- Ministro de Guerra: Henrique Pedro Carlos de Beaurepaire-Rohan, José Egídio Gordilho de Barbuda Filho
- Ministro de Agricultura, Comercio y Obras Públicas: Jesuíno Marcondes de Oliveira e Sá
- Ministro de Hacienda: Carlos Carneiro de Campos

Durante su mandato se produjo la Invasión Brasileña de 1864 al Uruguay y el estallido de la guerra del Paraguay. Fueron responsabilidad de su administración y la de su antecesor las gestiones conducentes a la Triple Alianza y las destinadas a la movilización de las fuerzas armadas y Guardia Nacional en su país.
La invasión paraguaya a Rio Grande provocó finalmente su caída. El 12 de mayo de 1865 fue reemplazado por Pedro de Araújo Lima, marqués de Olinda.
El historiador Joaquim Nabuco resume así su gobierno:"Al transmitir el poder a sus sucesores, en mayo, dejábales el gabinete Furtado la siguiente herencia: en el pasivo una guerra con el Paraguay recién empezada, Matto Grosso invadida y en parte en poder de los paraguayos y la expectativa de la invasión de Río Grande del Sur contra la cual ya marchaba el cuerpo de Estigarribia; en el activo la guerra con Montevideo que halló casi declarada, concluida a pesar suyo, antes de lo que se debía esperar y convertida en alianza; la Triple firmada en Buenos Aires, faltándole sólo la ratificación; un cuerpo de ejército formándose en Montevideo; en el Paraná la escuadra que, más tarde (11 de junio), vencía en Riachuelo, y puede decirse que en los astilleros el grueso de la que debía forzar el paso de Humaitá".
Fue senador hasta su muerte, acaecida el 20 de julio de 1870